# Kovačica (Serbia)
Kovačica (cyr. Ковачица) – miasto w Serbii, w Wojwodinie, w okręgu południowobanackim, siedziba gminy Kovačica. W 2011 roku liczyło 6259 mieszkańców.